# Jakob Blåbjerg
Jakob Blåbjerg Mathiasen (11 de janeiro de 1995) é um futebolista profissional dinamarquês que atua como defensor, atualmente defende o AaB Aalborg.

## Carreira
Jakob Blåbjerg fez parte do elenco da Seleção Dinamarquesa de Futebol nas Olimpíadas de 2016.